# Косари (Свердловская область)
Косари — деревня Ирбитского муниципального образования Свердловской области, Россия. Второе название деревни — Косарева.

## Географическое положение
Деревня Косари находится в 8 километрах (по автодорогам в 11 километрах) к северу-северо-востоку от города Ирбита, на левом берегу реки Ницы. В трёх километрах к юго-юго-востоку от деревни расположен остановочный пункт Ница Свердловской железной дороги. Почва чернозёмная. Климат не уравновешенный: зимою, при северном ветре, морозы доходят до минус 45 градусов, а в мае иногда бывают значительные холода, а иногда большие жары в октябре.

## История деревни
Главными занятиями жителей в начале XX века были земледелие и извозный промысел и работы в городе Ирбите во время ярмарки в качестве прислуги, рассыльных, приказчиков и прочих.

## Школа
В 1900 году в деревне уже существовало церковная школа грамоты.

## Население
| 2002 | 2010 | 2021 |
| ---- | ---- | ---- |
| 61   | →61  | ↘42  |